# Juliette Marquis
Pour les articles homonymes, voir Marquis (homonymie).
Juliette Dudnik, connue sous le nom de scène Juliette Marquis (née  le 16 avril 1980  à Kiev) est une actrice, mannequin[réf. nécessaire] et danseuse ukrainienne.

## Biographie
Juliette Marquis a émigré aux États-Unis à l'âge de huit ans. Sa carrière cinématographique internationale démarre en 2003 grâce à sa performance dans le film This Girl's Life de Ash Baron-Cohen.

## Filmographie

### Cinéma
- 2003 : This Girl's Life de Ash Baron-Cohen : Moon
- 2004 : Chicks with Sticks de Kari Skogland : Felicity Careli
- 2005 : London de Hunter Richards : Michelle
- 2005 : Piège au soleil levant (Into the Sun) de Christopher Morrison : Jewel
- 2006 : The Insurgents de Scott Dacko : Hana
- 2006 : The Phobic de Margo Romero : Isabella Gibbons
- 2007 : Phantom Love de Nina Menkes : Nitzan

### Télévision
- 2001 : New York, unité spéciale (Law & Order: Special Victims Unit) (saison 3, épisode 7) : Delia Sarton
- 2002 : 24 heures chrono (série télévisée) : Mila
- 2004 : North Shore : Hôtel du Pacifique (North Shore) (série télévisée) : Natalia Ross
- 2010 : Dark Blue : Unité infiltrée (série télévisée) : Nicole Sutton